# Ліщук Василь Вікторович
Васи́ль Ві́кторович Ліщу́к (1983—2022) — старший сержант Збройних сил України, учасник російсько-української війни, що загинув у ході російського вторгнення в Україну у 2022 році.

## Життєпис
Василь Ліщук народився 1983 року в селі Привітів у Любарському районі Житомирської області. 
Ніс військову службу у Збройних силах України з 2002 по 2004 рік, у Державній службі спеціального зв'язку та захисту інформації України з 2018 року. Загинув у перший день повномасштабного російського вторгнення в Україну 24 лютого 2022 року при виконанні обов’язків. Поховали бійця у рідному селищі 9 березня 2022 року. Поховали загиблого 10 березня у рідному селі Привітів.

## Родина
Без батька лишилися дочка і син.

## Нагороди
- орден «За мужність» III ступеня (2022, посмертно) — за  особисту мужність і самовіддані дії, виявлені у захисті державного суверенітету та територіальної цілісності України, вірність військовій присязі .